# Maximo
Maximo (マキシモ), ou Maximo: Ghosts to Glory en Amérique du Nord, est un jeu vidéo d'action-aventure développé par Capcom pour la PlayStation 2. Le jeu est basé sur l'univers de la série Ghosts 'n Goblins et reprend les travaux originaux du graphiste Susumu Matsushita.
Le jeu a été suivi par une suite, Maximo vs. Army of Zin , et a été réédité sur PlayStation Network pour la PlayStation 3 en 2011.

## Synopsis
De retour de guerre, le roi Maximo constate que son conseiller Achille a profité de son absence pour asservir son royaume grâce à une armée de morts-vivants, et de cloîtrer son épouse, Sophia. Tué au moyen d'un sort lancé par Achille, Maximo rencontre dans les limbes Grim la faucheuse, la mort en personne. Ce dernier apprend à Maximo que les âmes dont il a la charge sont volées par Achille afin de constituer son armée, et lui propose un marché: revenir sur terre et mettre un terme aux exactions du perfide conseiller, grâce à l'aide de quatre sorcières retenues captives aux quatre coins du royaume. Sans l'esprit des morts, la faucheuse est incapable de continuer à travailler !

## Système de jeu
Le jeu reste fidèle à la série Ghosts 'n Goblins en reprenant ses principaux mécanismes. Maximo doit se battre au moyen de son épée, de boucliers modulables et d'un système d'armures. Des objets répartis à travers les différents niveaux permettent de renforcer les propriétés du héros, objets pouvant être trouvés, achetés ou glanés sur les ennemis vaincus.
Le joueur évolue ainsi à travers cinq mondes, comprenant chacun un niveau d'introduction, trois niveaux classiques, et un boss. Chaque monde est différent d'un autre, tant dans les environnements rencontrés que certains ennemis, adaptés à ceux-ci.
La nouveauté réside dans l'installation de la franchise dans un univers 3D à la manière d'un Mario 64. Cela privilégie l'exploration sur 360 degrés, et les déplacements ainsi que les combats sont gérés par une caméra placée derrière le personnage. Le but réside dans le combat dans chaque tour du jeu contre un boss. À noter que si l'on épuise toutes nos vies, le joueur ne peut continuer l'aventure que s'il paye la Mort, le prix augmentant à chaque passage.
Une suite intitulée Maximo vs. Army of Zin a été lancée en 2003, également pour la PlayStation 2. Des fuites d'illustrations ont confirmé qu'un troisième jeu avait commencé en production en 2004 mais avait finalement été annulé.

## Rééditions
- 2011 - PlayStation 3 PSN